# Jakob Augustsson
Jakob Augustsson (* 8. Oktober 1980 in Häljarp) ist ein ehemaliger schwedischer Fußballspieler. Der Abwehrspieler bestritt seine Karriere in seinem Heimatland und Norwegen.

## Werdegang
Augustsson entstammt der Jugend von Landskrona BoIS. Beim seinerzeitigen Zweitligisten rückte er 1998 in die Erwachsenenmannschaft auf und etablierte sich in der folgenden Spielzeit als Stammspieler beim Klub. Am Saisonende qualifizierte er sich mit der Mannschaft für die Superettan, die neu geschaffene eingleisige zweithöchste Spielklasse. Parallel spielte er in diversen Nachwuchsnationalmannschaften des Svenska Fotbollförbundet.
Anfang 2001 wechselte Augustsson zum norwegischen Klub Lyn Oslo in die Tippeligaen. Im ersten Jahr nur in vier Saisonspielen eingesetzt, erreichte er als Stammspieler mit der Mannschaft in der Spielzeit 2002 den dritten Tabellenplatz. Nach einem weiteren Jahr in Norwegen kehrte er Anfang 2004 nach Schweden zurück und schloss sich Helsingborgs IF in der Allsvenskan an. In der Spielzeit 2004 stand er über weite Strecken in der Stammformation von Trainer Peter Swärdh, schwankte er zu Beginn der folgenden Saison zwischen Startelf und Ersatzbank. Kurz vor Ende der Wechselperiode im Sommer verließ er den Klub auf Leihbasis, mit Sandefjord Fotball ging er erneut zu einem norwegischen Verein. Für den Klub bestritt er sieben Spiele in der zweitklassigen Adeccoligaen. Anschließend kehrte er zu Helsingborgs IF zurück, kam aber bei Swärdh, Interimslösung Hans Eklund und dessen Nachfolger Stuart Baxter erneut nicht über die Rolle eines Ergänzungsspielers hinaus.
Augustsson wechselte daraufhin Anfang 2007 zum Drittligisten Ängelholms FF in die Division 1; mit dem Klub stieg er in die Superettan auf. Hier war er über mehrere Jahre Stammkraft in der Defensive. Am Ende der Spielzeit 2011 erreichte der Verein die Relegationsspiele zur Allsvenskan. Nach einem 2:1-Hinspielerfolg gegen Syrianska FC stand es im Rückspiel kurz vor Abpfiff 1:2, ehe ÄFF-Defensivspieler David Bennhage unglücklich eine Flanke ins eigene Tor zum 1:3-Endstand verlängerte.
Ende 2014 beendete Augustsson seine Profikarriere und wechselte als Spielertrainer zum in der viertklassigen Division 2 antretenden Höganäs BK. Dabei holte er seinen Vater Bo Augustsson, Erstligaspieler und Auslandsprofi in den 1970er Jahren, in den Trainerstab. Im Januar 2017 half er kurzzeitig als Übungsleiter bei seiner Ex-Spielstation Ängelholms FF aus, wo der Klub nach dem Abstieg aus der Superettan angesichts etlicher beendeter Verträge eine Zäsur durchmachen musste. Kurze Zeit später fand sich mit einem Trainerduo rund um Karl-Gunnar Björklund eine dauerhafte Lösung beim Klub.